# Фрейман, Фёдор Юрьевич
Фёдор Юрьевич (Магнус Фердинанд) фон Фрейман (нем. Magnus Ferdinand von Freymann) (1725—1796) — русский генерал-поручик, участник подавления восстания Емельяна Пугачёва.

## Биография
Родился 26 октября (6 ноября) 1725 года в Лифляндии. В военную службу вступил в 1742 году.
С 1760 года, в чине генерал-майора, Фрейман занимал должность Рижского коменданта и в 1762—1771 годах был в отставке.
В 1772 году, когда яицкие казаки, увлечённые восстанием, убили своих старшин и высланного против них генерала Траубенберга, Фрейман был послан для усмирения мятежников. С пятитысячным отрядом он подступил к Яицку и готовился уже к приступу, но устрашённые казаки положили оружие. Подавив мятеж и выслав главных зачинщиков в Оренбург, Фрейман принял ряд мер к успокоению умов населения и тогда же составил перепись яицким казакам.
В 1773 году с началом восстания Пугачёва Фрейман был назначен одним из командиров экспедиции генерала Кара. После поражения от восставших у деревни Юзеевой, Кар покинул войска под предлогом болезни и оставил командование генералу Фрейману. Войска были отведены к границам Казанской губернии и должны были не допустить на её территорию восставших. Сам Фрейман с частью подразделений занял Бугульму и в течение двух месяцев оказался фактически в осаде татарскими и башкирскими повстанческими отрядами.
В 1774 году Фрейман отличился при взятии крепости Татищевой и способствовал окончательному поражению Пугачёва.
Бантыш-Каменский и вслед за ним Волков сообщают что Фрейман в 1774 году за подавление восстания Пугачёва был награждён орденом св. Георгия 3-й степени, однако это не находит подтверждения в официальных кавалерских списках. За этот же год Амбургер называет награду орденом Святой Анны.
Поход против яицких казаков и Пугачёва Фрейман сам описал на немецком языке под заглавием «Getreue Darstellung der Expedition wider die jaikischen Kosaken, wie auch wider den Rebellen Pugutschew»; этот рассказ был напечатан в «Neue Nordische Miscellaneen», тт. VII и VIII.
26 ноября 1777 года за выслугу лет Ф. Ю. Фрейман был награждён орденом Св. Георгия 4-й степени (№ 297 по кавалерскому списку Григоровича — Степанова). В 1779 году произведён в генерал-поручики.
Умер 3 (14) ноября 1796 года.